# Milchnudeln

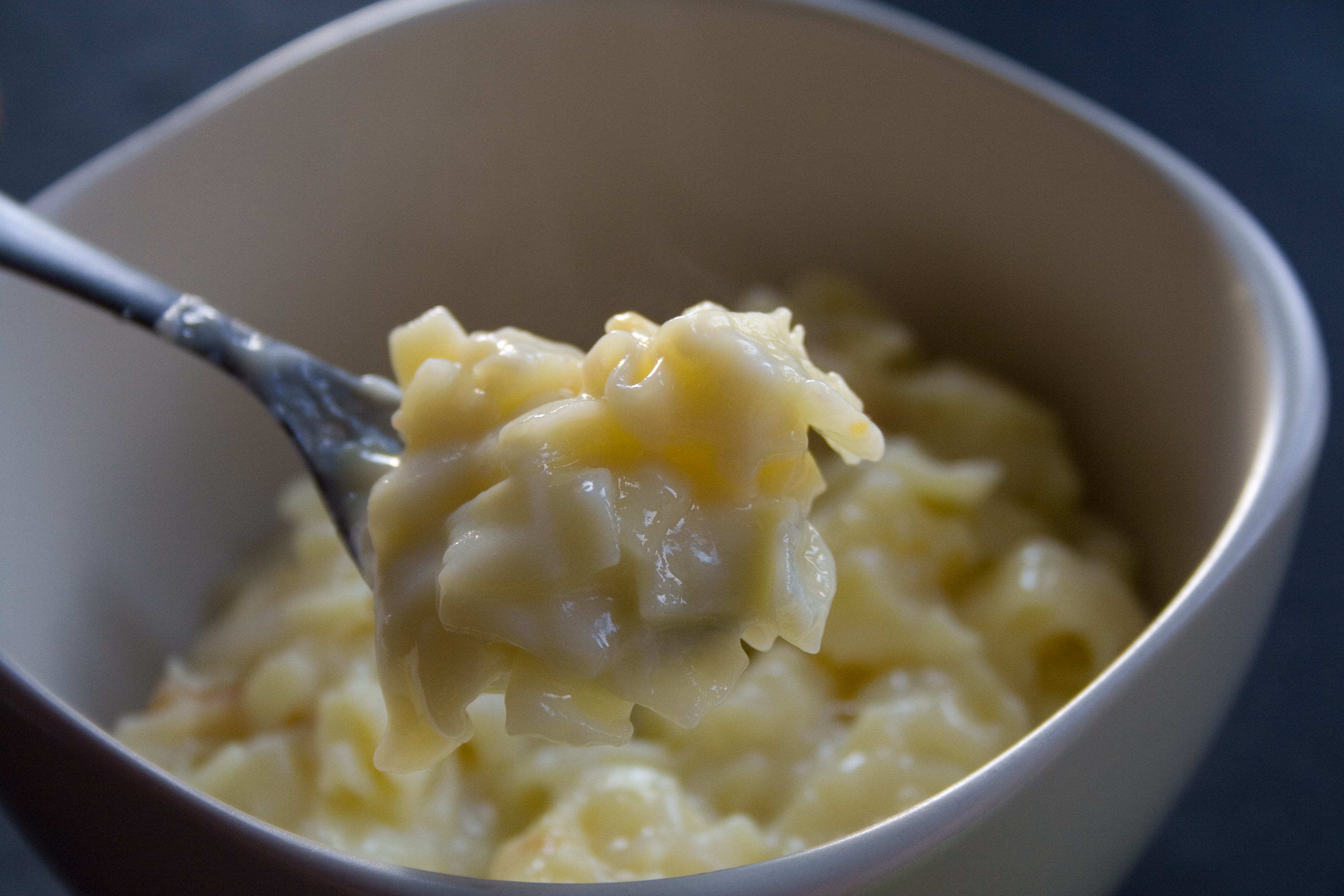

Milchnudeln sind ein traditionelles Gericht aus Teigwaren und Milch.
Für die Zubereitung wird zuerst Milch mit Butter und Zucker aufgekocht, dann werden Teigwaren hinzugegeben und bei schwacher Hitze weich gegart. Zur Verfeinerung können noch Vanille oder Rosinen hinzugegeben werden. Serviert werden Milchnudeln mit Zucker oder einer Mischung aus Zucker und Zimt und gegebenenfalls mit Kompott, Apfelmus oder Ähnlichem.
In älteren Rezepten wurden Milchnudeln auch ungesüßt zubereitet und z. B. mit Fleisch serviert. So werden in Henriette Davidis’ Praktischem Kochbuch von 1845 die Nudeln zuerst in Salzwasser über eine halbe Stunde, dann noch einmal kurz in Milch mit Butter und etwas Salz gekocht, reichlich mit in Butter gebratenem, zerstoßenem Zwieback bedeckt und mit Kalbsbraten serviert, in einer Variante mit geschmorten Äpfeln oder Backobst.
Siehe auch: Milchreis, Grießbrei